# Libere (album)
Pour les articles homonymes, voir Libère (homonymie).
Albums de Deborah Iurato
Sono ancora io
(2016)
Libere est le premier album studio de Deborah Iurato.

## Titres
1. L'amore vero – 3:36 (Lorenzo Vizzini)
2. Dimmi dov'è il cielo – 3:14 (Fiorella Mannoia, Bungaro, Cesare Chiodo)
3. Libere – 3:40 (Lorenzo Vizzini)
4. Per te – 3:50 (Davide Bosio, Nicolò Fragile, Lorenzo Vizzini, Davide Canazza, Domenico Lullo)
5. Aurora – 3:50 (Federica Abbate, Cheope)
6. Giochi proibiti – 4:08 (Lorenzo Vizzini, Mario Lavezzi)
7. Sono molto buona (feat. Rocco Hunt) – 3:38 (Rocco Hunt, Emiliano Pepe)
8. Vorrei vorrei – 3:37 (Saverio Grandi, Giulia Anania)
9. Evidente – 3:45 (Diego Calvetti, Marco Ciappelli, Lapo Consortini)
10. Domani mi avrai già dimenticato – 3:29 (Federica Abbate, Cheope)